# Abeilhan
Abeilhan település Franciaországban, Hérault megyében. Lakosainak száma 1824 fő (2022. január 1.). Abeilhan Pouzolles, Alignan-du-Vent, Coulobres, Margon és Servian községekkel határos.

## Népesség
A település népességének változása:
| Lakosok száma | 762  | 810  | 917  | 1217 | 1567 | 1653 | 1705 | 1795 | 1805 | 1824 |
|               | 1968 | 1982 | 1990 | 2006 | 2013 | 2015 | 2017 | 2019 | 2020 | 2022 |